# Marianne Schultz-Hector
Marianne Schultz-Hector (* 4. Oktober 1929 in Saarbrücken; † 26. November 2021) war eine deutsche Politikerin der CDU.

## Ausbildung und Beruf
Schultz-Hector studierte nach dem Abitur Germanistik, Romanistik und Kunstgeschichte und wurde zum Dr. phil. promoviert.

## Politische Tätigkeit
Seit 1978 engagierte sie sich im Landesschulrat und im Landeselternbeirat in Baden-Württemberg, dessen Vorsitzende sie von 1980 bis 1984 war. Von 1982 bis 1984 war sie zudem stellvertretende Richterin am Staatsgerichtshof für das Land Baden-Württemberg in der Gruppe „ohne Befähigung zum Richteramt“. Zeitgleich begann ihre eigentliche politische Karriere im Gemeinderat von Stuttgart, dem sie vier Jahre lang angehörte, ehe sie 1984 in den Landtag von Baden-Württemberg gewählt wurde und den Wahlkreis Stuttgart III vertrat. 1988 berief sie Ministerpräsident Lothar Späth in sein Kabinett und übertrug ihr das Amt einer Staatssekretärin im Ministerium für Kultus und Sport Baden-Württembergs unter Minister Gerhard Mayer-Vorfelder. Nach dem Amtsantritt von Ministerpräsident Erwin Teufel 1991 berief dieser Schultz-Hector zur Ministerin in ihrem Ministerium, der bisherige Amtsinhaber wurde Finanzminister.
In die Amtszeit Schultz-Hectors fällt unter anderem die Einführung des Freiwilligen 10. Schuljahres an Hauptschulen und die Abschaffung des Orientierungsrahmens in der 4. Grundschulklasse. Am 18. Juli 1995 trat Schultz-Hector vorzeitig von ihrem Amt als Kultusministerin zurück. 1996 endete auch ihr Abgeordnetenmandat im Landtag. Danach widmete sie sich mehr ihrer Familie.
Marianne Schultz-Hector war verheiratet und Mutter zweier Töchter. Sabina Schultz-Hector, eine der beiden Töchter, starb Mitte der 1990er Jahre bei einem Verkehrsunfall.

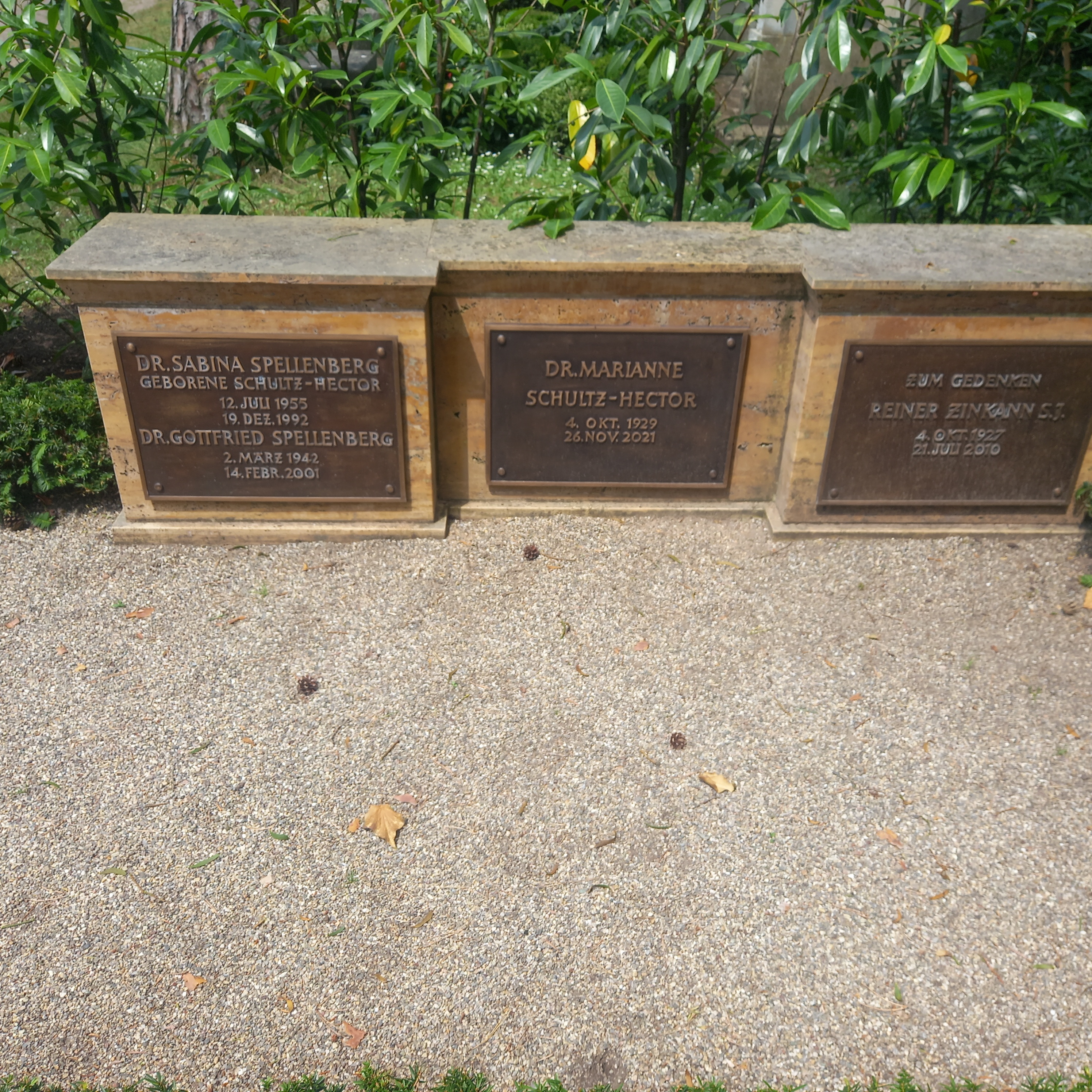
Das Grab von Marianne Schultz-Hector auf dem Waldfriedhof Darmstadt

## Unternehmerische Tätigkeit
Schultz-Hector war Gesellschafterin der Miele & Cie. KG aus Gütersloh.

## Ehrungen und Auszeichnungen
- Verdienstorden der Bundesrepublik Deutschland
  - Verdienstkreuz 1. Klasse (1990)
  - Großes Verdienstkreuz (1995)
- Verdienstorden des Landes Baden-Württemberg (1996)
- Staufermedaille in Gold (2020)